# Суничненська сільська рада
Суни́чненська сільська́ ра́да — адміністративно-територіальна одиниця та орган місцевого самоврядування у Щорському районі Чернігівської області. Адміністративний центр — село Суничне.

## Загальні відомості
Суничненська сільська рада утворена в 1987 році.
- Територія ради: 26,005 км²
- Населення ради: 576 осіб (станом на 2001 рік)

## Населені пункти
Сільській раді підпорядковані населені пункти:
- с. Суничне
- с. Попільня
- с. Шкробове

## Склад ради
Рада складається з 14 депутатів та голови.
- Голова ради: Кривошей Людмила Олексіївна
- Секретар ради: Трус Ольга Іванівна

### Керівний склад попередніх скликань
| ПІБ                         | Основні відомості                                                               | Дата обрання | Дата звільнення |
| --------------------------- | ------------------------------------------------------------------------------- | ------------ | --------------- |
| Кривошей Людмила Олексіївна | Сільський голова, 1965 року народження, освіта середня спеціальна, позапартійна | 26.03.2006   | 31.10.2010      |
| Кривошей Людмила Олексіївна | Сільський голова, 1965 року народження, освіта середня спеціальна, позапартійна | 31.10.2010   |                 |

Примітка: таблиця складена за даними джерела

### Депутати
За результатами місцевих виборів 2010 року депутатами ради стали:

#### За суб'єктами висування
| Суб'єкт висування | Кількість обраних депутатів | %    |
| ----------------- | --------------------------- | ---- |
| Партія регіонів   | 13                          | 92,9 |
| Народна партія    | 1                           | 7,1  |

#### За округами
| № округу        | Прізвище, ім'я, по батькові      | Дата визнання обраним | Освіта  | Партійна приналежність | Відомості про обраного депутата                 |
| --------------- | -------------------------------- | --------------------- | ------- | ---------------------- | ----------------------------------------------- |
| Народна Партія  |                                  |                       |         |                        |                                                 |
| 2               | Кривошей Станіслав Олександрович | 05.11.2010            | середня | член Народної партії   | ДП «Щорс Райагролісгосп», лісник                |
| Партія регіонів |                                  |                       |         |                        |                                                 |
| 1               | Нагорна Тетяна Іванівна          | 05.11.2010            | вища    | позапартійна           | тимчасово не працює                             |
| 3               | Мельник Олена Анатоліївна        | 05.11.2010            | вища    | позапартійна           | Суничненський сільський клуб, завідувачка клубу |
| 4               | Трус Ольга Іванівна              | 05.11.2010            | вища    | позапартійна           | Суничненська сільська рада, секретар            |
| 5               | Шматок Тетяна Іванівна           | 05.11.2010            | середня | позапартійна           | тимчасово не працює                             |
| 6               | Білорус Світлана Миколаївна      | 05.11.2010            | вища    | позапартійна           | пенсіонер                                       |
| 7               | Лапицький Валентин Олександрович | 05.11.2010            | вища    | позапартійний          | тимчасово не працює                             |
| 8               | Данильченко Тетяна Миколаївна    | 05.11.2010            | вища    | позапартійна           | Суничненська НВК ДНЗ ЗНЗ 1 ст., вихователь      |
| 9               | Д'яков Микита Сергійович         | 05.11.2010            | вища    | позапартійний          | тимчасово не працює                             |
| 10              | Бохан Владислав Олексійович      | 05.11.2010            | вища    | позапартійний          | ТОВ «Мена сир», приймач молока                  |
| 11              | Омельченко Станіслав Васильович  | 05.11.2010            | середня | позапартійний          | тимчасово не працює                             |
| 12              | Ковшар Валентина Іванівна        | 05.11.2010            | вища    | позапартійна           | Суничненський НВК ДНЗ ЗНЗ 1 ст., вчитель        |
| 13              | Барбарич Людмила Валентинівна    | 05.11.2010            | вища    | позапартійна           | Суничненська с/бібліотека, бібліотекар          |
| 14              | Позаненко Оксана Михайлівна      | 05.11.2010            | середня | позапартійна           | Тов Полісся молоко, приймач молока              |